# 코살라 데비
코살라 데비(Kosala Devi)는 빔비사라의 첫 번째 부인으로서 마가다의 왕비였다. 그녀는 카시의 공주로 태어났고 파세나디 왕의 여동생이었다. 그녀의 초기 이름은 바드라스리이다.

## 생애
코살라 데비는 코살라의 왕 마하코살라의 딸로 태어났다. 그녀는 그녀의 아버지의 뒤를 이어 코살라의 통치자가 된 프라세나지트 왕의 여동생이었다. 그녀는 빔비사라 왕과 결혼했고, 카시를 지참금으로 가져왔다. 그녀는 그의 정실 왕비가 되었다.
불교 전승에서 아자타샤트루를 그녀의 아들로 나오는 반면, 자이나교 전승에서는 아자타샤트루가 남편의 두 번째 부인인 첼라나의 아들로 나온다. 그녀의 조카딸인 바지라는 아자타샤트루와 결혼하였다.
그녀의 남편인 빔비사라가 그의 아들인 아자타샤트루의 손에 의해 사망했을 때, 왕비 코살라 데비는 그녀의 남편에 대한 사랑으로 비탄에 잠겨 사망했다고 전해진다. 그녀의 아버지가 카시에 있는 영지의 정부 수입을 결혼 지참금으로 정산해 주었지만, 그녀가 죽자 당연히 지불은 중단되었으며, 아자타샤트루는 카시를 침략했다.